# Тянь Чэнчэн
Тянь Чэнчэн (кит. 田晟宬, пиньинь Tián Chéngchéng; род. 28.02.1991) — китайский шашист, специализирующийся в международных шашках. Из провинции Хэбей. Серебряный призёр чемпионата Китая (2014). Участник Всемирных Интеллектуальных Игр (2016), Чемпионата Азии 2015 (6 место), 2016 (4 место) годов. На чемпионате мира по международным шашкам 2017 года занял 14 место в полуфинале Б.